# Aldo Signoretti
Aldo Signoretti (1953) è un truccatore italiano.
Frequente collaboratore di registi quali Robert Altman, Paolo Sorrentino e Baz Luhrmann, venne candidato quattro volte ai premi Oscar per il miglior trucco per Moulin Rouge! (2001), Apocalypto (2006), Il divo (2008) e Elvis (2022).

## Filmografia

### Cinema
- Il coltello di ghiaccio, regia di Umberto Lenzi (1972)
- Gruppo di famiglia in un interno, regia di Luchino Visconti (1974)
- Salon Kitty, regia di Tinto Brass (1976)
- Quelli della calibro 38, regia di Massimo Dallamano (1976)
- L'innocente, regia di Luchino Visconti (1976)
- Quelle strane occasioni, regia di Luigi Comencini, Nanni Loy e Luigi Magni (1976)
- Suspiria, regia di Dario Argento (1977)
- Al di là del bene e del male, regia di Liliana Cavani (1977)
- Mogliamante, regia di Marco Vicario (1977)
- Popeye - Braccio di ferro (Popeye), regia di Robert Altman (1980)
- Habibi, amor mio, regia di Luis Gomez Valdivieso (1981)
- Perché non facciamo l'amore?, regia di Maurizio Lucidi (1981)
- Perdóname, amor, regia di Luis Gomez Valdivieso (1982)
- Scarlatto e nero (The Scarlet and the Black), regia di Jerry London (1983)
- Tutti dentro, regia di Alberto Sordi (1984)
- Ginger e fred, regia di Federico Fellini (1986)
- Codice Magnum (Raw Deal), regia di John Irvin (1986)
- La sposa americana, regia di Giovanni Soldati (1986)
- D'Annunzio, regia di Sergio Nasca (1987)
- Poliziotto in affitto (Rent-a-Cop), regia di Jerry London (1987)
- Un amore di donna, regia di Nelo Risi (1988)
- L'ultima tentazione di Cristo (The Last Temptation of Christ), regia di Martin Scorsese (1988)
- Transformations, regia di Jay Kamen (1988)
- Leviathan, regia di George Pan Cosmatos (1989)
- A proposito di quella strana ragazza, regia di Marco Leto (1989)
- L'africana (Die Rückkehr), regia di Margarethe von Trotta (1990)
- La puttana del re (La putain du roi), regia di Axel Corti (1990)
- L'anno del terrore (Year of the Gun), regia di John Frankenheimer (1991)
- Cliffhanger - L'ultima sfida (Cliffhanger), regia di Renny Harlin (1993)
- M. Butterfly, regia di David Cronenberg (1993)
- L'orso di peluche (L'ours en peluche), regia di Jacques Deray (1994)
- Only You - Amore a prima vista (Only You), regia di Norman Jewison (1994)
- L'ultima eclissi (Dolores Claiborne), regia di Taylor Hackford (1995)
- Kansas City, regia di Robert Altman (1996)
- Romeo + Giulietta di William Shakespeare (William Shakespeare's Romeo + Juliet), regia di Baz Luhrmann (1996)
- L'avvocato del diavolo (The Devil's Advocate), regia di Taylor Hackford (1997)
- Il profumo di un giorno d'estate (Shadrach), regia di Susanna Styron (1998)
- La leggenda del pianista sull'oceano, regia di Giuseppe Tornatore (1998)
- La fortuna di Cookie (Cookie's Fortune), regia di Robert Altman (1999)
- Liberate i pesci!, regia di Cristina Comencini (2000)
- Moulin Rouge!, regia di Baz Luhrmann (2001)
- L'accertamento, regia di Lucio Lunerti (2001)
- La zona grigia (The Grey Zone), regia di Tim Blake Nelson (2001)
- Callas Forever, regia di Franco Zeffirelli (2002)
- Gangs of New York, regia di Martin Scorsese (2002)
- The Dreamers - I sognatori (The Dreamers), regia di Bernardo Bertolucci (2003)
- Troy, regia di Wolfgang Petersen (2004)
- Le crociate - Kingdom of Heaven (Kingdom of Heaven), regia di Ridley Scott (2004)
- Truman Capote - A sangue freddo (Capote), regia di Bennett Miller (2005)
- Fade to Black, regia di Oliver Parker (2006)
- Tre donne morali, regia di Marcello Garofalo (2006)
- Apocalypto, regia di Mel Gibson (2006)
- Go Go Tales, regia di Abel Ferrara (2007)
- Grande, grosso e... Verdone, regia di Carlo Verdone (2008)
- Il divo, regia di Paolo Sorrentino (2008)
- Io, Don Giovanni, regia di Carlos Saura (2009)
- Veda, regia di Zülfü Livaneli (2010)
- Noi credevamo, regia di Mario Martone (2010)
- Conan the Barbarian, regia di Marcus Nispel (2011)
- La meditazione di Hayez, regia di Mario Martone - cortometraggio (2011)
- Io e te, regia di Bernardo Bertolucci (2012)
- La grande bellezza, regia di Paolo Sorrentino (2013)
- Hercules: il guerriero (Hercules), regia di Brett Ratner (2014)
- Il giovane favoloso, regia di Mario Martone (2014)
- Youth - La giovinezza (Youth), regia di Paolo Sorrentino (2015)
- Zoolander 2, regia di Ben Stiller (2016)
- Queen Kong, regia di Monica Stambrini - cortometraggio (2016)
- Killer in Red, regia di Paolo Sorrentino - cortometraggio (2017)
- Il signor Rotpeter, regia di Antonietta De Lillo - mediometraggio (2017)
- Loro, regia di Paolo Sorrentino (2018)
- Opera senza autore (Werk ohne Autor), regia di Florian Henckel von Donnersmarck (2018)
- Murder Mystery, regia di Kyle Newacheck (2019)
- Gli anni più belli, regia di Gabriele Muccino (2020)
- The Book of Vision, regia di Carlo Hintermann (2020)
- Volevo nascondermi, regia di Giorgio Diritti (2020)
- L'ultimo Paradiso, regia di Rocco Ricciardulli (2021)
- Elvis, regia di Baz Luhrmann (2022)
- Ferrari, regia di Michael Mann (2023)

### Televisione
- Martin Eden, regia di Giacomo Battiato – miniserie TV (1979)
- Seagull Island, regia di Nestore Ungaro – miniserie TV (1981)
- Giorno dopo giorno, regia di Salvatore Nocita – miniserie TV (1982)
- Louisiana (Louisiane), regia di Philippe de Broca, Jacques Demy e Etienne Périer – film TV (1984)
- La vigna di uve nere, regia di Sandro Bolchi – miniserie TV (1984)
- Affari di famiglia, regia di Marcello Fondato – miniserie TV (1986)
- Portami la luna, regia di Carlo Cotti – film TV (1987)
- L'ingranaggio, regia di Silverio Blasi – film TV (1987)
- Non basta una vita, regia di Mario Caiano – miniserie TV (1988)
- La venere nera (The Josephine Baker Story), regia di Brian Gibson – film TV (1990)
- Una prova d'innocenza, regia di Tonino Valerii – film TV (1990)
- Una vita in gioco, regia di Franco Giraldi e Giuseppe Bertolucci – miniserie TV (1990)
- Tre passi nel delitto: Delitti imperfetti, regia di Fabrizio Laurenti – film TV (1993)
- Ho un segreto con papà, regia di Gianpaolo Tescari – film TV (1994)
- Il principe delle favole (Arabian Nights), regia di Steve Barron – miniserie TV (2000)
- La primavera romana della signora Stone (The Roman Spring of Mrs. Stone), regia di Robert Allan Ackerman – film TV (2003)
- Roma (Rome) – serie TV, 17 episodi (2005-2007)
- Moana, regia di Alfredo Peyretti – miniserie TV (2009)
- I Borgia (Borgia) – serie TV, 38 episodi (2011-2014)
- M. Il figlio del secolo, regia di Joe Wright – miniserie TV (2025)

## Riconoscimenti
- Premi Oscar
  - 2002 – Candidatura come miglior trucco per Moulin Rouge!
  - 2007 – Candidatura come miglior trucco per Apocalypto
  - 2010 – Candidatura come miglior trucco per Il divo
  - 2023 – Candidatura come miglior trucco per Elvis
- Premi BAFTA
  - 2002 – Candidatura come miglior trucco e acconciatura per Moulin Rouge!
  - 2003 – Candidatura come al miglior trucco e acconciatura per Gangs of New York

- David di Donatello
  - 2009 – Miglior acconciatore per Il divo
  - 2010 – Candidatura come miglior acconciatore per Io, Don Giovanni
  - 2011 – Miglior acconciatore per Noi credevamo
  - 2014 – Miglior acconciatore per La grande bellezza
  - 2015 – Miglior acconciatore per Il giovane favoloso
  - 2016 – Candidatura come Miglior acconciatore per Youth - La giovinezza
  - 2019 – Miglior acconciatore per Loro
  - 2021 – Miglior acconciatore per Volevo nascondermi

- Premio Cinearti La chioma di Berenice
  - 2002 – Miglior trucco cinematografico per Moulin Rouge!
  - 2005 – Riconoscimento alla carriera
  - 2007 – Miglior trucco cinematografico per Apocalypto
  - 2008 – Miglior trucco cinematografico per Go Go Tales
  - 2015 – Miglior trucco per la fiction televisiva per I Borgia
  - 2016 – Miglior trucco cinematografico per Zoolander 2

- Primetime Emmy Awards
  - 1991 – Miglior acconciatura in una miniserie o speciale televisivo per La venere nera
  - 2000 – Candidatura per la migliore acconciatura in una miniserie o speciale televisivo per Il principe delle favole
  - 2006 – Miglior acconciatura in una serie per Roma
  - 2007 – Miglior acconciatura in una serie per Roma